# Dipoolluidspreker

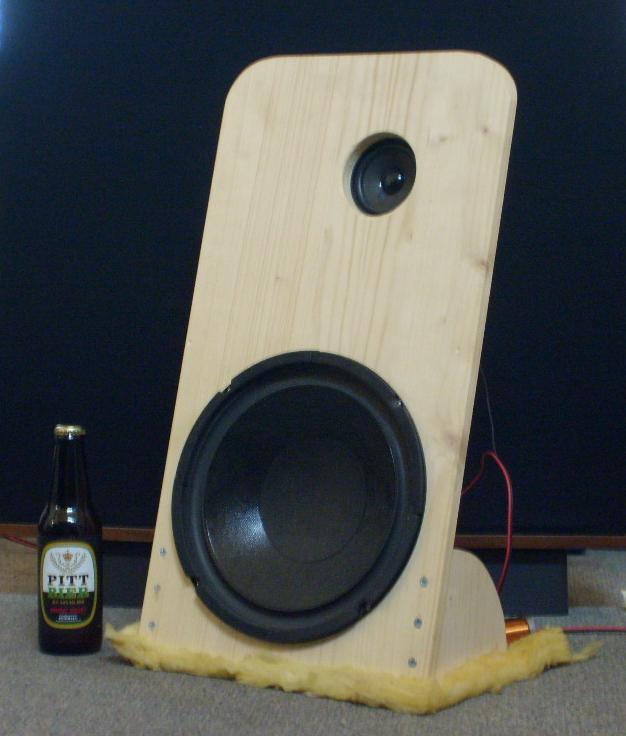
Goedkope DHZ-dipoolluidspreker.

Een dipoolluidspreker (of in het Engels: OB= Open Baffle) is de eenvoudigste uitvoering van een luidspreker en mag geen box worden genoemd, men spreekt liever van een paneel (klankboord, Engels: Baffle) omdat er geen kast(box) omheen zit.
Het duidelijkst is de elektrostatische uitvoering, maar ook met gewone elektrodynamische luidsprekers zijn prima dipolen te maken.
Zoals bij luidspreker al beschreven staat, schermt men met een box het uitfase-signaal aan de achterkant van de luidspreker af, maar als men dit niet doet, is er een dipool.
In onderstaande grafiek staat in het groen de frequentierespons van een typische 10 inch (ca. 25cm) woofer in een zeer groot klankbord geplot, in het blauw dezelfde woofer in een klein paneel, waar het signaal van de achterkant interfereert met het signaal aan de voorkant met een weglengte-verschil van ca. 25 cm.
Indien men dit paneel in een reflecterende ruimte plaatst komen er extra signalen bij, die zoals in het rood, de dalen compenseren. Verder kan dit effect bevorderd worden door een uitgekiende paneelafmeting en de juiste plaatsing in de luisterruimte. In de praktijk wordt de frequentie-karakteristiek nog vlakker gemaakt door speciale scheidingsfilters en toevoeging van extra luidsprekers voor midden en hoog. Omdat het geluid samengesteld wordt uit meerdere (virtuele) bronnen, wordt een zeer ruimtelijk effect bereikt, dat door veel audiofielen gewaardeerd wordt, maar er is wel veel ruimte nodig om dit te bereiken.